# 手嶋啓二
手嶋 啓二（てしま けいじ、1957年10月3日 - ）は、福岡県出身のプロゴルファー。

## 来歴
1982年にプロ入り。
ツアー時代の九州オープンでは1985年と1989年は10位タイ 、1986年と1988年は5位 、1987年は白石達哉と並んでの7位タイ、1990年は吉村金八と並んでの2位タイ、1991年は4位タイに入った。
1987年にはKBCオーガスタで陳志明（中華民国）・鈴木弘一と並んでの8位タイ、ゼンリン福岡オープンでは田中泰二郎・吉村・草野忠重と並んでの2位タイに入った。
1989年のペプシ宇部では中村忠夫・米山剛と並んでの6位タイに入り、1990年には東急大分オープンで優勝。
1997年には10年ぶりに出場したダイドードリンコ静岡オープンで初日にアウト、インとも3バーディ、6アンダーで単独首位に躍り出た 。最終的には佐々木久行、カルロス・フランコ（パラグアイ）に次ぐと同時にフランキー・ミノザ（フィリピン）、山本善隆・川岸良兼・深堀圭一郎と並んでの3位タイに入った。
2000年の住建産業オープン広島を最後にレギュラーツアーから引退。
2019年のセヴンヒルズカップでは初日66、最終日69と2日連続60台をマークし、真板潔と並んでの10位タイに入り、九州勢で唯一、ベストテンに食い込みフィニッシュ。

## 主な優勝
- 1990年 - 東急大分オープン